# 이병욱 (1956년)
이병욱(李炳旭, 1956년 8월 20일 ~ )은 대한민국의 연구원이다. 이명박 정부에서 환경부 차관을 역임했다. 본관은 학성이며, 경상북도 포항 출생이다.

## 학력
- 연세대학교 경영학 학사
- 카이스트 대학원 산업공학과 공학석사
- 맨체스터 대학교 경영대학원 환경경영학과 경영학 박사

## 경력
- 포스코경영연구소 환경경영연구센터장
- 대한상공회의소 지속가능경영원장
- LG환경연구원장
- 한국환경경영학회장
- 세종대학교 정책과학대학원 교수
- 2008 ~ 2008.02 : 대통령직 인수위원회 기후변화협약TF 상임 자문위원
- 2008.03 ~ 2010.03 : 환경부 차관
- 2011.02 : 한국환경정책학회장
- 2011.08 ~ 2014.08 : 제9대 한국환경정책평가연구원 원장
- 2013 ~ 2014: 제11대 한국환경정책학회 명예회장
- 2015: 한국환경정책학회 고문
- 세종대학교 공공정책대학원 산업환경학과 부교수
- 2016.4 : 제20대 국회의원선거 새누리당 비례대표 후보자등록
- 자유한국당 정치인
- 바른정당 정치인
- 2019 ~ : 한국환경정책학회 고문